# Dimitri Mitropoulos
Dimitris Mitropoulos (in greco Δημήτρης Μητρόπουλος?; Atene, 1º marzo 1896 – Milano, 2 novembre 1960) è stato un direttore d'orchestra, pianista e compositore greco.
Trascorse gran parte della sua carriera negli Stati Uniti.

## Biografia
Dimitri Mitropoulos nacque ad Atene, figlio di Yannis e Angelikē Mitropoulos. Fin da piccolo si dimostrò portato alla musica e dagli undici ai quattordici anni tenne degli incontri informali presso casa sua ogni sabato pomeriggio discutendo di musica. In quel periodo scrisse la sua prima composizione datata, una sonata per violino e pianoforte ormai persa.
Studiò musica al conservatorio di Atene, poi a Bruxelles, infine a Berlino con Ferruccio Busoni come insegnante. Tra il 1921 e il 1925 fu l'assistente di Erich Kleiber a Berlino. Nel 1930, durante un concerto con la Berlin Philharmonic Orchestra, fu tra i primi a dirigere l'orchestra e a suonare il pianoforte contemporaneamente nel Concerto per pianoforte e orchestra n. 3 (Prokof'ev). 
Nel 1932 dirige la prima esecuzione assoluta nel Conservatorio Ellenico Nazionale di Atene del 1°, 4° e 5° movimento della "Greek Suite" di Petros Petridis.
Al Teatro La Fenice di Venezia nel 1933 e nel 1934 suona il pianoforte e dirige un concerto.
Nel 1936 fece il suo debutto negli Stati Uniti con la Boston Symphony Orchestra, dal 1937 al 1949 dirige l'Orchestra Sinfonica di Minneapolis e nel 1947 prese la cittadinanza americana. 
Nel 1938 dirige la prima esecuzione assoluta nella Severance Hall di Cleveland del Concerto per violino e orchestra di Ernest Bloch con Joseph Szigeti.
Nel 1941 dirige le prime esecuzioni assolute nell'University of Minnesota's Northrop Auditorium di Minneapolis della Sinfonia in mi bemolle maggiore di Paul Hindemith e nella Carnegie Hall di New York della Sinfonia n. 1 di David Diamond. Nel 1942 dirige la prima esecuzione assoluta nella Carnegie Hall di "Statements: Militant, Cryptic, Dogmatic, Subjective, Jingo, Prophetic" di Aaron Copland e nel 1947 la prima assoluta della Sinfonia n. 4 op. 113 di Ernst Křenek.
Dal 1949 al 1958 dirige la New York Philharmonic.
Al Teatro alla Scala di Milano dirige nel 1952 Wozzeck con Tito Gobbi ed Italo Tajo, nel 1953 due concerti, nel 1954 Elettra (Strauss) con Ramón Vinay ed Arlecchino di Ferruccio Busoni con Giulietta Simionato, Rolando Panerai e Fernando Corena e due concerti e nel 1956 e nel 1957 due concerti.
Ancora per il Teatro La Fenice dirige nel 1954 l'Orchestra del Maggio Musicale Fiorentino in due concerti nel Teatro Verde di San Giorgio Maggiore (isola) e nel 1956 i Wiener Philharmoniker.
A Salisburgo dirige nel 1954 due concerti con i Wiener Philharmoniker, nel 1956 Don Giovanni (opera) con Cesare Siepi, Lisa Della Casa, Corena e Walter Berry, un concerto con Robert Casadesus ed uno con musiche di Hector Berlioz, nel 1957 Elettra, un concerto con Casadesus ed uno con i Wiener Philharmoniker, nel 1958 Vanessa di Samuel Barber con Rosalind Elias, un concerto con Zino Francescatti ed uno con Glenn Gould e la Orchestra reale del Concertgebouw, nel 1959 Das Buch mit sieben Siegeln Oratorio di Franz Schmidt con Fritz Wunderlich e nell'agosto 1960 un concerto con i Berliner Philharmoniker e la Sinfonia n. 8 (Mahler) con Hermann Prey.
Al Metropolitan Opera House di New York debutta nel dicembre 1954 con il balletto Vittorio di Giuseppe Verdi e Salomè (opera) con Vinay. Nel 1955 dirige Un ballo in maschera con Richard Tucker, Leonard Warren, Marian Anderson e Roberta Peters e Tosca con Renata Tebaldi, nel 1956 Boris Godunov (opera), Manon Lescaut con Corena, Ernani con Mario Del Monaco e Cesare Siepi e dirige Maria Callas nel II Atto di Tosca all'Ed Sullivan Show, Madama Butterfly con Licia Albanese, Daniele Barioni e la Elias e Carmen (opera), nel 1957 Die Walküre ed Eugene Onegin, nel 1958 la prima assoluta di Vanessa di Barber con la Elias, Gianni Schicchi, Cavalleria rusticana (opera) e Pagliacci (opera) e nel 1960 Simon Boccanegra. In questo teatro diresse 208 rappresentazioni fino al 30 aprile 1960.
Nel 1957 dirige la prima rappresentazione nel Teatro Comunale di Firenze di "Ernani" con Anita Cerquetti, Del Monaco, Ettore Bastianini e Boris Christoff.
Morì il 2 novembre 1960 alla Scala, poco dopo l'inizio delle prove della Sinfonia n. 3 (Mahler).
Nel 1990 l'album Berg, Wozzeck - Dimitri Mitropoulos/New York Philharmonic Orchestra con Eileen Farrell del 1951 per la Columbia Masterworks vince il Grammy Hall of Fame Award.
Nel 1999 l'album Mahler, Symphony No. 1 In D Major "Titan" - Minneapolis Symphony Orchestra/Dimitri Mitropoulos del 1940 per la Columbia (Sony) vince il Grammy Hall of Fame Award.

## Discografia parziale
- Barber: Vanessa - Dimitri Mitropoulos/Metropolitan Opera Chorus & Orchestra/Eleanor Steber/Nicolai Gedda/Rosalind Elias/Regina Resnik/Giorgio Tozzi, BMG/RCA
- Brahms/Dawson - Dimitri Mitropoulos/Leopold Stokowski, Deutsche Grammophon
- Mozart, Don Giovanni - 1956 Salzburger Festpiele - Cesare Siepi/Dimitri Mitropoulos/Elisabeth Grümmer/Fernando Corena/Gottlob Frick/Lisa Della Casa/Léopold Simoneau/Rita Streich/Walter Berry/Wiener Philharmoniker & Chor, Sony
- Puccini: Madama Butterfly - Dimitri Mitropoulos/Metropolitan Opera Orchestra, Big Eye
- Shostakovich, Violin and Cello Concertos - David Oistrakh/Dimitri Mitropoulos/Eugene Ormandy/Mstislav Rostropovich/The Philadelphia Orchestra, 1960 SONY BMG
- Shostakovich: Violin Concerto No. 1 (1956) - David Oistrakh/Dimitri Mitropoulos/New York Philharmonic, Naxos
- Shostakovich: Symphonies Nos. 9 & 10 - New York Philharmonic/Dimitri Mitropoulos/Efrem Kurtz, Mangora
- Tschaikowsky: SINFONIA N.6 PATHETIQUE (1958)- New York Philharmonic/Dimitri Mitropoulos, Columbia
- Verdi, Un ballo in maschera - Dimitri Mitropoulos/Jan Peerce/Marian Anderson/Metropolitan Opera Orchestra/Robert Merrill/Roberta Peters/Zinka Milanov, Sony